# مارغريت ليم
مارغريت ليم هي كاتِبة وكاتبة للأطفال ماليزية، ولدت في 1947.